# 印明灯鱼
印明灯鱼（学名：Diogenichthys panurgus）为輻鰭魚綱燈籠魚目灯笼鱼科明灯鱼属的鱼类。分布于太平洋、印度洋、大西洋以及南海等海域，一般生活于热带海域，屬深海魚類，棲息深度可達366公尺，體長可達2.3公分。

## 扩展阅读
維基物種上的相關：印明灯鱼